# Katedra kulturních a náboženských studií

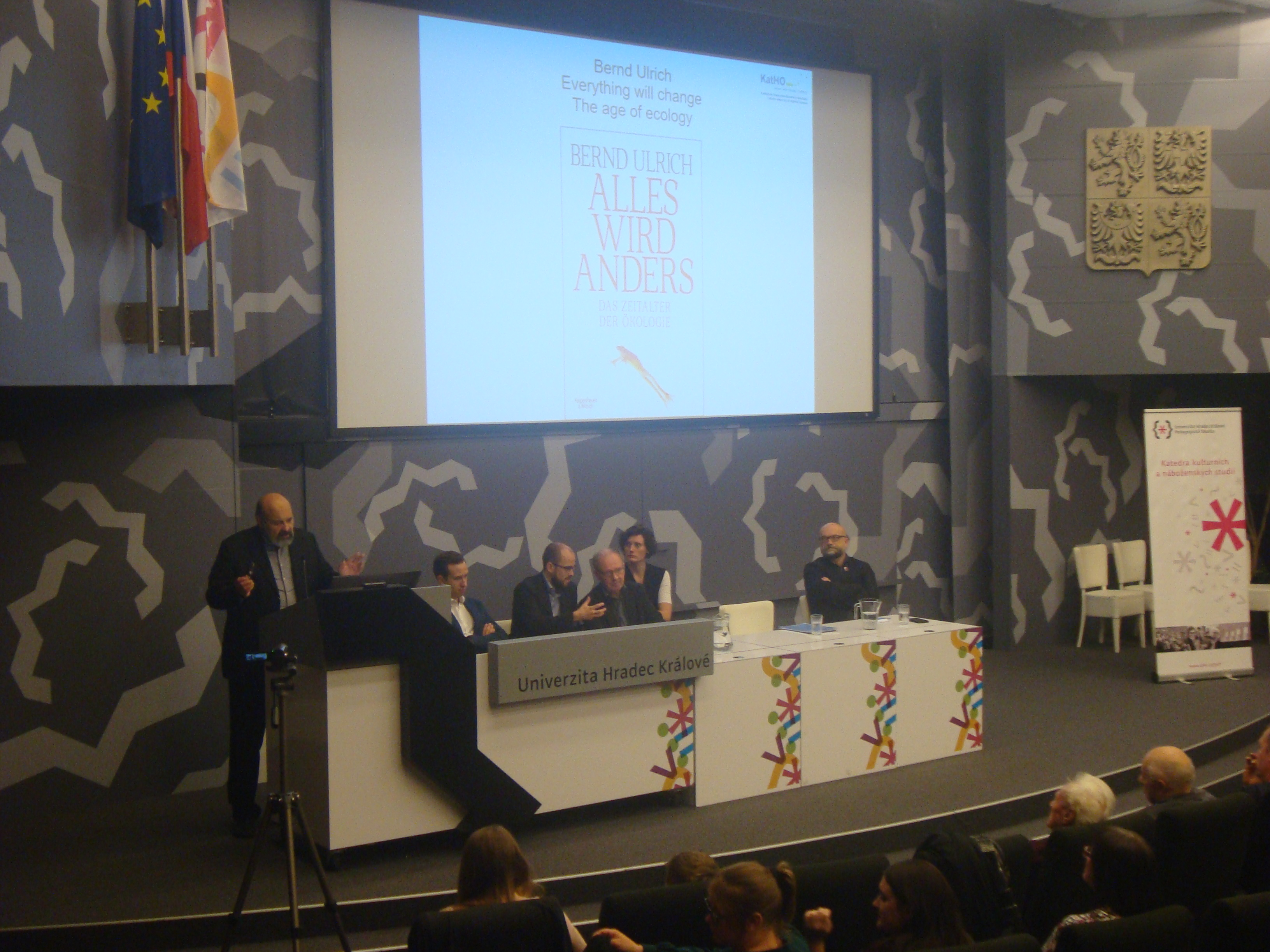
Konference s Tomášem Halíkem

Katedra kulturních a náboženských studií je pracoviště na Pedagogické fakultě Univerzity Hradec Králové. Katedra je interdisciplinární a zajišťuje výuku předmětů souvisejících s etikou, religionistikou, filozofií, teologií, sociální a kulturní antropologií a sociálních a kulturních dějin. V oblasti vědecko-publikační činnosti patří katedra mezi nejlepší pracoviště celé univerzity. Katedra zajišťuje obory Transkulturní komunikace a Náboženská výchova.

## Historie
Vedoucím katedry je od roku 2007 Tomáš Petráček, který se zaměřuje na sociální a církevní dějiny. Do roku 2010 nesla katedra název Katedra náboženských studií a charitativní práce (garantovala obory Náboženská výchova a Charitativní a sociální práce) a Katedra kulturních a náboženských studií vznikla reorganizací původního pracoviště. Dříve Katedra kulturních a náboženských studií garantovala obor Multikulturní výchova jako specializaci v pedagogice.
První absolventi bakalářského studia bakalářského studia Transkulturní komunikace ukončili studium v květnu roku 2013 a první studenti oboru Náboženská výchova absolvovali studium v roce 2006. Obor Transkulturní komunikace se snaží reagovat na potřeby orientace v současném světě.

## Činnost
Pracoviště nabízí bakalářské studium oboru Transkulturní komunikace a Náboženská výchova a magisterské studium oboru Transkulturní komunikace. Nabízí prezenční i kombinovanou („dálkovou“) formu studia, stejně jako blokovou výuku. Katedra organizuje vědecká setkání a konference s významnými přednášejícími. V minulosti na Katedře kulturních a náboženských studií přednášeli např. Tomáš Halík, Pavel Barša, Jan Sokol, Umberto Galimberti, Václav Bělohradský, Josef Freise, Thomas Hylland Eriksen, Václav Bělohradský, Manfred Spitzer, Ivan Foletti nebo Marek Jakoubek. Přednášky jsou často i pro širokou veřejnost.

##### Spolupráce a další aktivity
V posledních letech pořádala katedra cyklus konferencí Naše společná přítomnost, na které vystoupil např. německý psychiatr Manfred Spitzer, autor knihy Digitální demence. Katedra má úzké vztahy s univerzitami v Německu, Itálii, Polsku nebo na Slovensku a v České republice spolupracuje s královéhradeckou diecézí, Agenturou pro rozvoj Broumovska nebo s Diecézní a Oblastní charitou Hradec Králové a s dalšími univerzitními a vědeckými pracovištěmi. Významná je rovněž společenská angažovanost pracovníků, patrná v organizaci literárně-výtvarné dílny Ars poetica, anebo v mediální sféře
Zdenka Sokolíčková, odborná asistentka Katedry kulturních a náboženských studií, aktuálně realizuje projekt boREALIFE. Zkoumá klimaticko-ekonomicko-společenské změny města Longyearbyen na Špicberkách pod vedením Thomas Hyllanda Eriksena.

## Obor Transkulturní komunikace a přístup transkulturality
Obor Transkulturní komunikace je ze své povahy v České republice jedinečný a vychází z faktu kulturní, náboženské, etnické a ideové různosti ve společnosti. Upozorňuje na krizi multikulturalistických přístupů a snaží se je doplnit o prvky, na kterých je možné budovat společenskou sounáležitost.

#### Transkulturní přístup a jeho potřeba v současném světě
Nelze v současné době přehlédnout fakt multikulturní situace v evropských společenství. Koncept multikulturalismu, ale i interkulturní situace zdůrazňuje odlišnosti (interkulturní = komunikace "mezi" kulturami a multikulturní = mnoho odlišných kultur v jedné společnosti) a nevolá se tak po hledání spojitostí. Je tak třeba, aby současné vládní i nevládní strategie (např. antidiskriminační politika) doprovázel mechanismus schopný spojit různé souvislosti. Koncept transkulturality toto propojení umožňuje.
Hledá se přístup společné komunikace navzdory kulturním odlišnostem. Úkolem transkulturní komunikace je tedy společný dialog, který spojuje odlišnost etnicity, náboženství, rasy či pohlaví nebo i společenských tříd. Na jedné straně je tedy třeba se vyvarovat etnocentrismu, ale na straně druhé je třeba přístup kulturního relativismu. K důležitým východiskům tak patří předpoklad, že k uskutečňování této komunikace patří porozumění kulturním odlišnostem i vlastní kultuře, ale také snaha překračování překročit odlišnosti (a s tím souvisí reflexe etická i filozofická).  

##### Absolventi
Uplatnění absolventů je široké. Zaměstnáni jsou jako učitelé, pracovníci ve státní správě nebo v neziskovém sektoru (například v integračních centrech, v charitě, ale také v Post Bellum - Paměť národa), ale také v marketingu nebo ve veřejnoprávních institucích (například Český rozhlas). Mezi významné absolventy patří Tomáš Heller, ředitel Paměti národa Východní Čechy, nebo Fatima Rahimi, redaktorka Deníku Referendum.
Další absolventi pokračovali ve studiu oborů filozofie, politologie, antropologie, sociální pedagogika nebo v jiných příbuzných oborech na Univerzitě Hradec Králové nebo na Univerzitě Karlově. Někteří absolventi odešli dále studovat do zahraničí (Kanada, Anglie).

## Obor Náboženská výchova
Od roku 2003 realizuje Katedra náboženských studií a charitativní práce (od roku 2010 pod názvem Katedra kulturních a náboženských studií) tříleté bakalářské studium Náboženská výchova. Tento program nabízí v kombinované formě výuky vysokoškolské vzdělání s teologickým a pedagogicko-psychologickým zaměřením. Základní perspektiva teologického vzdělání se odvíjí od katolické teologie a je rozvíjena s ekumenickým zaměřením v široké otevřenosti pro všechny zájemce.

##### Absolventi
Absolventi jsou pracovníci či dobrovolníci působící v pastorační sféře, učitelé náboženství, lidé působící v médiích, armádě a bezpečnostních složkách, ale i mnozí další, kteří se rozhodli věnovat rozvoji vlastního náboženského vzdělání. Studium je realizováno s vědomím, že teologicky a nábožensky profilované vzdělání může přispívat jednak k osobnímu rozvoji studentů, ale dotýká se také zásadních duchovních a hodnotových východisek života společnosti.

## Pracovníci katedry
Pracovníci Katedry kulturních a náboženských studií jsou zaměření interdisciplinárně a kromě historika a teologa Tomáše Petráčka působí na katedře teolog a psycholog David Bouma, teolog a antropolog František Burda, filozofický antropolog Jan Hojda, kulturoložka Jana Karlová, kulturoložka Zdenka Sokolíčková, Veronika Halamová zabývající se etikou a soudobými dějinami, církevní historik Petr Macek, muzikolog a kulturní historik Miloš Zapletal a antropolog Luděk Jirka.